# Бумажные сердечки
«Бумажные сердечки» (англ. «Paper Hearts») — 10-й эпизод 4-го сезона сериала «Секретные материалы», главные герои которого — агенты ФБР Фокс Малдер (Дэвид Духовны) и Дана Скалли (Джиллиан Андерсон) расследуют сложно поддающиеся научному объяснению преступления, называемые «Секретными материалами».
В данном эпизоде Малдер и Скалли выясняют, что серийный убийца девочек, Джон Ли Рош, пойманный Малдером несколькими годами ранее, на самом деле совершил больше убийств, чем предполагалось. Агенты пытаются выяснить местонахождение тел и личности жертв, но Рош начинает тонкую психологическую игру и заявляет, что именно он убил пропавшую много лет назад сестру Малдера. Эпизод принадлежит к типу «монстр недели» и никак не связан с основной «мифологией сериала», заданной в первой серии.
Премьера эпизода состоялась 15 декабря 1996 года на телеканале FOX. В США серия получила рейтинг Нильсена, равный 10, который означает, что в день выхода серию посмотрели около 16,6 миллиона человек. От критиков эпизод получил положительные отзывы.

## Сюжет
Малдер видит во сне красный лазерный луч, который приводит его в парк в Манассасе, штат Виргиния, где закопано тело маленькой девочки. Проснувшись, Малдер отправляется на это место, и находит там скелет девочки, на груди которой из платья вырезан кусок в форме сердечка. Эта деталь позволяет определить, что убийство совершил Джон Ли Рош, убивший тринадцать девочек в 1980-е годы и вырезавший сердечко из одежды каждой своей жертвы. Во время работы в отделе по расследованию насильственных преступлений Малдер занимался делом Роша и сумел поймать маньяка, вычислив, что тот является коммивояжёром и часто путешествует по стране. Хотя сердечки, вырезанные Рошем, найдены не были, он признался в тринадцати убийствах, и был осуждён на пожизненное заключение.
Проведя исследование, Скалли выясняет, что девочка была убита в 1975 году — за несколько лет до того, как Рош, по версии ФБР, начал совершать убийства. Малдер и Скалли отыскивают старую машину Роша, в которой обнаруживают книжку с 16-ю вырезанными из материи сердечками. Агенты едут в тюрьму, где допрашивают Роша, пытаясь выяснить личности неизвестных убитых. Той же ночью Малдер видит во сне, как была похищена его сестра и, что похищение совершили не инопланетяне, а Рош.
На следующий день Рош заявляет, что в момент похищения сестры Малдера в 1973 году он находился в Мартас-Винъярд и продал отцу Малдера пылесос. Рош пытается раздразнить Малдера, говоря про его сестру. Малдер срывается и бьёт Роша в лицо, из-за чего получает неприятности со своим начальством.
Приехав в дом своей матери, Малдер обнаруживает пылесос, о котором говорил Рош, и, убедив Скиннера дать ему и Скалли продолжить работу над делом, получает от Роша местонахождение одной из неизвестных жертв. Вскрытие показывает, что это не Саманта Малдер. Рош говорит Малдеру, что последнее сердечко принадлежит Саманте, но место её захоронения он покажет только в том случае, если Малдер отвезёт его туда. Малдер в тайне от начальства выписывает Роша из тюрьмы и едет с ним в Мартас-Винъярд, расположенный в пригороде Бостона. Приехав в летний домик родителей Малдера, Рош рассказывает агенту, как он похитил его сестру отсюда. Малдер разоблачает его враньё, сказав, что этот дом был куплен после того, как Саманту похитили. Ночью Малдер во сне спасает Саманту от похищения, но, проснувшись, видит, что Рош сбежал, забрав его жетон агента ФБР, пистолет и телефон.
Используя документы Малдера, Рош похищает девочку, которую увидел на авиарейсе в Бостон. Проверяя старую квартиру Роша в Бостоне, агенты находят его с девочкой на кладбище троллейбусов, расположенном неподалёку. Сидя в старом троллейбусе, Рош шантажирует Малдера, говоря, что если тот его убьёт, то никогда не узнает, где находится тело его сестры. Рош требует отпустить его, угрожая убить девочку, но Малдер стреляет в него. Девочка с криком убегает, а Малдер остаётся с последним сердечком из ткани, так и не узнав, принадлежит оно Саманте или нет.

## Производство
Сценарист Винс Гиллиган придумал концепцию эпизода, размышляя о наиболее длинной сюжетной линии сериала — похищении Саманты Малдер. Гиллиган решил посмотреть на вопрос с другого угла и представить, а что если Саманту не похитили инопланетяне, а убил маньяк. Для убеждения Фокса Малдера в этом Гиллиган включил в сценарий вещие сны с лазерными лучами, памятуя об изучении лазерных голограмм во время учёбы на кинематографическом факультете. По замыслу Гиллигана, лазер должен быть синего цвета, но тогда значительно вырастала стоимость производства эпизода, поэтому цвет был изменён на более дешёвый — красный. В качестве фетиша для убийцы Гиллиган остановился на сердечках, которые Рош вырезал из одежды жертв, решив, что надругательство над телами будет чрезмерным.
Гиллиган писал сценарий к «Бумажным сердечкам» специально из расчёта, что роль Джона Ли Роша исполнит актёр Том Нунен. Это стало первым появлением Нунена на телеэкране: ранее актёр снимался исключительно в кинофильмах. Вспоминая о съёмках эпизода, Нунен отмечал сцену на тюремной баскетбольной площадке, где впервые появляется его персонаж. Актёр, который весьма неплохо играл в баскетбол, должен быть «ухудшить» свои баскетбольные способности в кадре. Также Нунен сожалел, что не успел сыграть с Дэвидом Духовны, который выступал за сборную Принстона по баскетболу. Зато увлечение Духовны баскетболом помогло сократить количество съёмочных дублей в данной сцене: Винс Гиллиган и режиссёр серии Роб Боумен утверждали, что меткий бросок Малдера был снят с первого раза без каких-либо спецэффектов.
Финальная сцена на «кладбище троллейбусов» в городе Суррей, Британская Колумбия была отснята меньше, чем за день, при том, что съёмочной группе пришлось ждать несколько месяцев, когда популярное для съёмок место освободится.

## Эфир и отзывы
Хотя эпизод стал восьмым в производстве четвёртого сезона, он вышел в эфир десятым, уступив место сдвоенным эпизодам из «мифологии» сериала — «Тунгуске» и «Терме». Премьера «Бумажных сердечек» состоялась на канале FOX 15 декабря 1996 года. Количество человек, смотревших премьерный показ, приблизительно оценивается в 16,6 миллиона человек или около 16 процентов от всей зрительской аудитории США в тот вечер.
Джиллиан Андерсон и Дэвид Духовны сочли «Бумажные сердечки» одним из лучших эпизодов четвёртого сезона. Композитор сериала Марк Сноу был номинирован на премию «Эмми» за музыкальное сопровождение к эпизоду. Композитор отозвался о музыке следующим образом: «Это была иная структура для шоу. Лёгкая, волшебная, ничего особо ужасающего».
Веб-сайт IGN назвал «Бумажные сердечки» шестым лучшим эпизодом из серии «монстр недели» за всю историю «Секретных материалов». Персонаж Нунена был охарактеризован как «один из наиболее пугающих злодеев когда-либо появлявшихся в сериале». Гиллиган остался в восторге от актёрской игры Нунена, сказав, что от вида Роша его «каждый раз пробирает дрожь». Тодд ван дер Верфф из The A.V. Club присвоил эпизоду высший балл, описав игру Нунена как «прекрасную». Критик заметил, что среди антагонистов сериала Рош выделяется как один из наиболее реальных «зверей в человеческом обличии», а сам эпизод в значительной степени раскрывает характер Малдера. Сайт издания позднее поставил серию на шестое место в списке лучших эпизодов, действие которых происходит во сне. Лазерные лучи были охарактеризованы как метафора ума Малдера, которая наталкивает агента на решение проблемы через подсознание «при помощи улик, не замеченных много лет назад». Веб-сайт Starpulse.com поставил «Бумажные сердечки» на второе место в списке лучших эпизодов сериала.